# Vallibonavenatrix
Vallibonavenatrix cani
Genre
Espèce
Vallibonavenatrix (« chasseuse de Vallibona », d'après le nom de la ville où ses restes ont été trouvés) est un genre de dinosaures théropodes de la famille des Spinosauridés, découvert dans la formation d'Arcillas de Morella (en) (province de Castellón, Espagne). Les restes ont été découverts dans des couches d'âge Barrémien (Crétacé inférieur).
Le genre ne comporte qu'une seule espèce connue, Vallibonavenatrix cani.

## Découverte
L'holotype est un squelette partiel composé d'une vertèbre cervicale, de six vertèbres dorsales, d'un sacrum presque complet, de fragments de neurapophyses, de quatre vertèbres caudales, de dix côtes partielles et de fragments de côtes, de trois chevrons incomplets, de l'ilium gauche presque complet, des fragments de la partie ventrale de l'ilium droit, des ischiums droite et gauche incomplètes et un fragment interprété comme appartenant à la partie proximale du pubis.

## Classification
Il s'est avéré être étroitement apparenté au genre Spinosaurus, lui aussi de la sous-famille des Spinosaurinae.

## Publication originale
- (en) Elisabete Malafaia, José Miguel Gasulla, Fernando Escaso, Iván Narváez, José Luis Sanz et Francisco Ortega, « A new spinosaurid theropod (Dinosauria: Megalosauroidea) from the late Barremian of Vallibona, Spain: Implications for spinosaurid diversity in the Early Cretaceous of the Iberian Peninsula », Cretaceous Research, Elsevier, vol. 106,‎ 1er août 2019, p. 104221 (ISSN 0195-6671 et 1095-998X, OCLC 36935308, lire en ligne).